# Billy Liar
Billy Liar is een Britse film uit 1963 van regisseur John Schlesinger met in de hoofdrollen Tom Courtenay en Julie Christie.
De film is gebaseerd op het gelijknamige boek en toneelstuk van Keith Waterhouse en was een groot commercieel en artistiek succes. De film geldt als een Britse filmklassieker en kreeg acht BAFTA-nominaties en een nominatie voor een Gouden Leeuw op het filmfestival in Venetië. In de VS kwam de film op een ongelukkig ogenblik uit, net na de moord op president Kennedy. De film bleef om die reden vrijwel onopgemerkt in de Amerikaanse bioscopen.

## Verhaal
Lusteloos doet Billy Fisher elke dag de administratie van zijn baas, de lokale begrafenisondernemer Shaddrack. Terwijl hij droomt van een carrière als schrijver van televisieproducties in Londen, verslijt hij zijn dagen in een klein saai Brits provinciestadje waar hij woont met zijn ouders en grootmoeder. Om zijn leven enigszins dragelijk te maken heeft Billy een eigen droomland geschapen, Ambrosia. In dit fictieve land speelt Billy in zijn dromen diverse rollen, soms is hij de koning van Ambrosia, dan weer de succesvolle generaal van het leger of een Don Juan die de lokale vrouwen het hof maakt. Vanwege zijn fantasievolle verhalen heeft Billy de bijnaam 'Liar' (leugenaar) verworven.  Zijn fantasie maakt het ook mogelijk dat hij er twee verloofdes, Rita en Barbara, op na houdt. Hij weet de twee slechts te scheiden door er een waar arsenaal van leugentjes en excuses op na te houden. Inmiddels heeft Billy ook plannen met Liz, een meisje met dezelfde fantasie als hij, maar wel iemand die sterker in haar schoenen staat. Zijn pogingen om aan de bak te komen in Londen lijken succes te hebben. Een bekende televisiekomiek, Danny Boon, heeft positief gereageerd op een tweetal komische stukjes die Billy hem heeft toegestuurd. Hij wil nu naar Londen om zijn succes te verzilveren, maar voordat hij vertrekt moet hij nog een met een belangrijk probleem afrekenen. Hij heeft nog driehonderd kalenders liggen die zijn baas als promotiemateriaal wil laten versturen aan relaties. Aangezien Billy echter de postzegels heeft gebruikt om zijn eigen schrijfsels te versturen naar televisieproducers zit hij nu in de problemen. Zijn baas heeft hem echter al door en stelt Billy voor de keus, het geld voor de postzegels terugbetalen of door blijven werken. Als Billy later die dag Danny Boon ontmoet, krijgt hij de volgende teleurstelling te verwerken. Boon vertelt hem dat zijn aanmoedigende brief een standaardbrief is die aan iedereen wordt verzonden. Nog diezelfde avond komt de volgende ramp. Barbara en Rita zijn achter elkaars bestaan gekomen. Tussen de vrouwen ontstaat een waar gevecht en Billy vlucht weg met Liz. De laatste haalt Billy over om nu eens zijn fantasie uit te leven en naar Londen te gaan om scenarioschrijver te worden. Ze maken een afspraak om in de avond met de trein naar Londen te gaan. De grootmoeder van Billy wordt echter ernstig ziek en moet naar het ziekenhuis. Als ze overlijdt, gaat Billy naar het station waar hij heeft afgesproken met Liz. Als de trein bijna vertrekt, heeft Billy plotseling behoefte aan melk. Hij rent de trein uit naar de automaat, maar keert te laat terug. De trein is al vertrokken. Opgelucht loopt Billy terug naar huis. Hij verandert in gedachten weer in een generaal van Ambrosia, die opmarcheert aan het hoofd van zijn troepen.

## Rolverdeling
| Acteur          | Personage    | Opmerkingen |
| --------------- | ------------ | ----------- |
| Tom Courtenay   | Billy Fisher | hoofdrol    |
| Julie Christie  | Liz          | hoofdrol    |
| Leslie Randall  | Danny Boon   |             |
| Gwendolyn Watts | Rita         |             |
| Helen Fraser    | Barbara      |             |

## Achtergrond
Billy Liar is gebaseerd op het gelijknamige boek en toneelstuk van Keith Waterhouse uit 1959. Bij het uitkomen werd het boek vergeleken met 'Lucky Jim' van Kingley Amis, 'Absolute Beginners' van Colin MacInnes en 'Catcher in the Rye' van J.D. Salinger, boeken die de jeugdcultuur uit die jaren uitdroegen. Waterhouse werd beschouwd als een van de 'Angry Young Men', een groep schrijvers afkomstig uit de arbeidersklasse van Noord-Engeland die aanschopten tegen het establishment. Samen met Willis Hall bewerkte Waterhouse zijn boek tot een toneelstuk. In het stuk werd de rol van Billy aanvankelijk gespeeld door Albert Finney. Finney werd na negen maanden vervangen door een jonge Britse acteur Tom Courtenay. Courtnenay werd door regisseur John Schlesinger uitverkoren om de rol van Billy te spelen in de verfilming van het boek en toneelstuk. Schlesinger koos Courtnenay omdat de laatste de rol van Billy op een meer introverte wijze speelde. Dit kwam meer overeen met de interpretatie van de regisseur die Billy Liar zag als een dromer die slechts opleeft in zijn fantasiewereld. De vertolking van Finney was veel flamboyanter. Hoewel ze niet de eerste keuze was van Schlesinger ging de rol van Liz naar Julie Christie. Christie speelt de rol van ondernemende Liz en wordt in de film geïntroduceerd in een scène waar ze als een opstekende zomerbries door de saaie straten van het stadje loopt. Schlesinger was destijds nog een jong regisseur en behoorde tot de Britse new wave. Deze groep filmers was beïnvloed door de nouvelle vague uit Frankrijk. Filmers als Goddard en Truffaut wilden bewust breken met de Hollywoodconventies door het gebruik van handcamera's, discontinuïteit in de montage en acteurs die rechtstreeks tot de camera praten. In Engeland wordt de New Wave ook wel gedefinieerd als kitchen sink realism (gootsteenrealisme). Kenmerkend zijn films met antihelden, en sociaal realisme met de nadruk op de levensomstandigheden van de arbeidersklasse. In kitchen sink drama wordt ook gebruikgemaakt van realistische decors, waarbij op straat wordt gefilmd. Voor Billy Liar werd onder andere gefilmd in de stad Bradford in Yorkshire. Het station op het einde van de film is Marylebone Station in Londen. Schlesinger filmde op Cinemascopeformaat om zo de fantasiewereld van Billy beter uit te laten komen. Het geeft de film een weids perspectief en een diepere focus die de personages beter tot hun recht laat komen.